# Пестово (Боровёнковское сельское поселение)
Пестово — деревня в Окуловском муниципальном районе Новгородской области, относится к Боровёнковскому сельскому поселению.
Деревня расположена на восточном берегу озера Торбино, в 31 км к северо-западу от Окуловки (68 км по автомобильной дороге), до административного центра сельского поселения — посёлка Боровёнка 17 км (31 км по автомобильной дороге).
До 2005 года относилась к Торбинскому сельсовету.
| 2010 |
| ---- |
| 8    |

## Транспорт
Ближайшая железнодорожная станция расположена в 5 км в посёлке Торбино. Через деревню проходит автомобильная дорога из посёлка Торбино через Висленев Остров в Любытино.